# Fayette County (Ohio)
Fayette County ist ein County im Bundesstaat Ohio der Vereinigten Staaten. Der Verwaltungssitz (County Seat) ist Washington Court House.

## Geographie
Das County südwestlich des geographischen Zentrums von Ohio und hat eine Fläche von 1054 Quadratkilometern, wovon ein Quadratkilometer Wasserfläche ist. Es grenzt im Uhrzeigersinn an folgende Countys: Madison County, Pickaway County, Ross County, Highland County, Clinton County und Greene County.

## Geschichte
Fayette County wurde am 1. März 1810 aus Teilen des Highland County und des Ross County gebildet. Benannt wurde es nach Marie-Joseph Motier, Marquis de La Fayette, einem französischen General und Politiker der auf der Seite der Kolonisten am Amerikanischen Unabhängigkeitskrieg teilnahm  und eine wichtige Rolle in der Französischen Revolution spielte.
17 Bauwerke und Stätten des Countys sind im National Register of Historic Places eingetragen (Stand 13. April 2018).

## Demografische Daten

Alterspyramide des Fayette County

Nach der Volkszählung im Jahr 2000 lebten im Fayette County 28.433 Menschen in 11.054 Haushalten und 7.837 Familien. Die Bevölkerungsdichte betrug 27 Einwohner pro Quadratkilometer. Ethnisch betrachtet setzte sich die Bevölkerung zusammen aus 95,60 Prozent Weißen, 2,07 Prozent Afroamerikanern, 0,15 Prozent amerikanischen Ureinwohnern, 0,46 Prozent Asiaten, 0,01 Prozent Bewohnern aus dem pazifischen Inselraum und 0,55 Prozent aus anderen ethnischen Gruppen; 1,16 Prozent stammten von zwei oder mehr Ethnien ab. 1,24 Prozent der Bevölkerung waren spanischer oder lateinamerikanischer Abstammung.
Von den 11.054 Haushalten hatten 32,4 Prozent Kinder und Jugendliche unter 18 Jahre, die bei ihnen lebten. 54,8 Prozent waren verheiratete, zusammenlebende Paare, 11,5 Prozent waren allein erziehende Mütter, 29,1 Prozent waren keine Familien, 24,5 Prozent waren Singlehaushalte und in 11,2 Prozent lebten Menschen im Alter von 65 Jahren oder darüber. Die Durchschnittshaushaltsgröße betrug 2,51 und die durchschnittliche Familiengröße lag bei 2,96 Personen.
Auf das gesamte County bezogen setzte sich die Bevölkerung zusammen aus 25,4 Prozent Einwohnern unter 18 Jahren, 8,0 Prozent zwischen 18 und 24 Jahren, 28,3 Prozent zwischen 25 und 44 Jahren, 24,0 Prozent zwischen 45 und 64 Jahren und 14,4 Prozent waren 65 Jahre alt oder darüber. Das Durchschnittsalter betrug 38 Jahre. Auf 100 weibliche Personen kamen 97,3 männliche Personen. Auf 100 Frauen im Alter von 18 Jahren oder darüber kamen statistisch 93,3 Männer.
Das jährliche Durchschnittseinkommen eines Haushalts betrug 36.735 USD, das Durchschnittseinkommen der Familien betrug 43.692 USD. Männer hatten ein Durchschnittseinkommen von 31.870 USD, Frauen 22.662 USD. Das Prokopfeinkommen betrug 18.063 USD. 7,7 Prozent der Familien und 10,1 Prozent der Bevölkerung lebten unterhalb der Armutsgrenze. Davon waren 12,3 Prozent Kinder oder Jugendliche unter 18 Jahre und 11,3 Prozent waren Menschen über 65 Jahre.